# AaaaaAAaaaAAAaaAAAAaAAAAA!!! — A Reckless Disregard for Gravity
AaaaaAAaaaAAAaaAAAAaAAAAA!!! — A Reckless Disregard for Gravity (с англ. — «Безрассудное пренебрежение гравитацией»; также известна как Aaaaa!) — компьютерная игра в жанре аркада, разработанная и выпущенная компанией Dejobaan Games для Microsoft Windows в 2009 году.
18 ноября 2009 года цена на игру в Steam была уменьшена в два раза[прояснить], и была выпущена демоверсия игры.

## Игровой процесс
Игра представляет собой симулятор бейсджампинга. В каждом из 80 уровней персонаж, управляемый игроком, совершает прыжки с крыш. Во время полёта игроку нужно собирать всевозможные бонусы, пролетать как можно ближе к зданиям и не врезаться в них. Для успешного приземления нужно раскрыть парашют. В конце каждого уровня игроку выдаётся определённое количество очков, на которые он сможет открыть новые уровни. Если игрок не успевает раскрыть парашют, то он разбивается и не получает ни одного очка.
- Игрок зарабатывает очки, падая на максимальной скорости как можно ближе к зданиям и другим объектам на местности.
- Игрок может заработать дополнительные очки, показывая большой палец наблюдателям, мимо которых он пролетает.
- В игре здания могут парить в воздухе.
- Одним из элементов игры является банка с краской, с помощью которой игрок может наносить граффити на стены государственных учреждений, зарабатывая тем самым дополнительные очки.

## Система достижений
В игре, приобретённой через сервис Steam, присутствует система достижений (англ. achievements), которая заключается в выполнении ряда заданий. Заработанные достижения не дают никаких преимуществ при прохождении. На момент выхода игры, было добавлено 6 достижений.

## Разработка игры
Первая версия АаАаАА!!! была прототипом, в котором люди прыгали с горы на бейсджампинге. Одной из задач разработчиков было создание основной игровой механики и последующее её упрощение при необходимости. Затем игра стала спин-оффом предыдущей игры компании, — Inago Rage. Среди игр, повлиявших на разработку, названы Alternate Reality: The City, MULE и Koronis Rift. Разработчики игры сообщили, что сначала каждый раз писали полное название игры вручную, но потом им это так надоело, что каждый из них завёл на рабочем компьютере документ с правильным написанием названия и с тех пор копирует его оттуда.

## Критика
| Сводный рейтинг    | Сводный рейтинг |
| Агрегатор          | Оценка          |
| ------------------ | --------------- |
| Metacritic         | 81/100 (PC)     |
| Иноязычные издания |                 |
| Издание            | Оценка          |
| Destructoid        | 8/10            |
| GamesRadar+        | [ 13 ]          |
| PC Gamer (UK)      | 79/100          |
| Macworld           | [ 14 ]          |

AaAaAA!!! - A Reckless Disregard for Gravity получила в целом положительные отзывы со счётом 81/100 на агрегаторе Metacritic.